# تردد القطع

عرض نطاق التردد

تردد القطع (بالإنجليزية: cutoff frequency)‏ {\displaystyle f_{c}} هو مصطلح في علم الاتصالات، يصف التردد الذي بتجاوزه تبدأ الإشارة (مطالها)، عند مخرج دائرة كهربائية معينة بالتلاشي (تقل القيمة تدريجياً).

## المضخم للإشارة
تردد القطع لمضخم الإشارة يكون عادة عندما ينزل مقدار تقوية فرق الجهد أو تقوية التيار بمقدار {\displaystyle {\tfrac {1}{\sqrt {2}}}=2^{-{\frac {1}{2}}}} من أصل القيمة القصوي للمضخم (amplifier). هذا يعني أن القدرة التي تسير في مقاومة موصلية كهربائية (ohmic resistance) تنخفض إلى نصف القدرة القصوى.

بقيمة الديسيبل يعني هذا أن القدرة تنقص بمقدار -3dB عن القيمة القصوى، مقربة من القيمة الناتجة حسابيا عبر المعادلة:
{\displaystyle 20\log _{10}\left({\tfrac {1}{\sqrt {2}}}\right)\approx -3{,}0103\,\mathrm {dB} }

المجال الترددي لدائرة للمضخم يتحدد عبر عوامل فيزيائية معينة وعبر طريقة الوصل الخارجي (couple capacitors)، يسمى هذا النطاق الذي يعمل به المضخم بمدى التردد (frequency range) ويحده تردد القطع. بمعنى أنه إن كان التردد ضمن النطاق المُعطى فتصل الإشارة إلى مخرج الدائرة بدون توهين.

## مرشح الترردات المنخفضة/العالية من الدرجة الأولى
باستخدام مرشح بسيط مكون من مواسع ومقاومة أومية (RC high/low pass filter) تكون القيمة العليا لحساسية الدائرة الكهربائية (sensitivity = 1) عند تردد القطع تنزل القيمة إلى القيمة {\displaystyle {\tfrac {1}{\sqrt {2}}}} وتكون الإزاحة الزاوية بين إشارة المدخل وأشارة المخرج قدرها 45° (في الصورة الإزاحة أكبر من 45 درجة وأقل من 90).

إزاحة زاوية بين إشارتين

## تردد القطع في الفيزياء
فيزيائيا يرمز إلى تردد القطع بالتردد الحدي ويعطى ب
{\displaystyle \omega _{c}=2\pi f_{c}}
في بعض التطبيقات التقنية يتم التعامل مع الثابت الذي يعي مقلوب التردد
{\displaystyle \tau =RC={\frac {1}{\omega }}={\frac {1}{2\pi f_{c}}}}
كبديل عن تردد القطع. وفي حالة مرشح الترددات العالية يقع تردد القطع ما بين الترددين الأقصى والأدنى للمرشح (High Pass Filter) ويرمز له بمتوسط التردد (معدل التردد).